# El escándalo (película de 1943)
El escándalo es junto con Raza y El destino se disculpa una de las películas más valoradas por la crítica del director de cine español José Luis Sáenz de Heredia. Se basa en un texto de Pedro Antonio de Alarcón y constituyó uno de los éxitos del año 1943 en España gracias al apoyo del público.

## Sinopsis
Fabián Conde, un señorito acostumbrado a vivir la vida sin plantearse el futuro ni tener en cuenta el daño moral que sus acciones puedan tener en la sociedad que le rodea, se da cuenta del terrible error de su existencia y su vacío espiritual.